# Upponyi-hegység
Upponyi-hegység är kullar i Ungern.   De ligger i provinsen Borsod-Abaúj-Zemplén, i den norra delen av landet, 130 km nordost om huvudstaden Budapest.